# Diana Schwab
Pour les articles homonymes, voir Schwab.
Diana Schwab, née le 17 mai 1982 à Aarberg, est une karatéka suisse. Montée sur le podium de plusieurs opens internationaux, elle a remporté deux médailles de bronze aux championnats du monde de karaté 2006 à Tampere, en Finlande.

## Résultats
| Résultat | Date            | Épreuve                   | Catégorie | Compétition                            | Ville hôte                             |
| -------- | --------------- | ------------------------- | --------- | -------------------------------------- | -------------------------------------- |
| 7e place | 15 mai 2005     | Kumite par équipe         | Seniors   | Championnats d'Europe 2005             | San Cristóbal de La Laguna, en Espagne |
| [ 1 ]    | 4 juin 2005     | Kumite par équipe         | Seniors   | Championnats d'Europe des régions 2005 | Leipzig, en Allemagne                  |
| 7e place | 7 mai 2006      | Kumite individuel - 60 kg | Seniors   | Championnats d'Europe 2006             | Stavanger, en Norvège                  |
| [ 1 ]    | 2006            | Kumite par équipe         | Seniors   | Championnats d'Europe des régions 2006 | Paris, en France                       |
| [ 2 ]    | 15 octobre 2006 | Kumite individuel - 60 kg | Seniors   | Championnats du monde 2006             | Tampere, en Finlande                   |
| [ 1 ]    | Octobre 2006    | Kumite par équipe         | Seniors   | Championnats du monde 2006             | Tampere, en Finlande                   |